# Amphidromus pengzhuoani
Amphidromus pengzhuoani is een slakkensoort uit de familie van de Camaenidae. De wetenschappelijke naam van de soort werd voor het eerst geldig gepubliceerd in 2018 door Thach. 